# El Toronjo

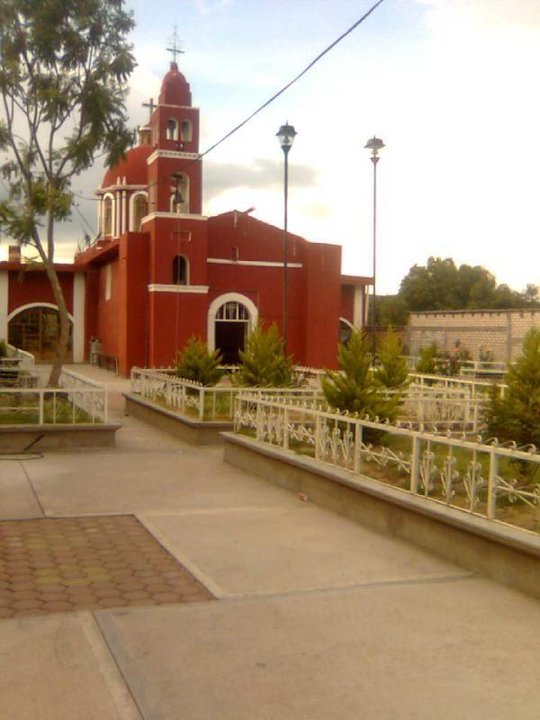
Capilla de Santa María de Guadalupe, ubicada en el centro de El Toronjo

La capilla de Santa María de Guadalupe desde el puente de la calle López Mateos

El Toronjo (antes llamado Guadalupe) es una localidad perteneciente al municipio de Santa Ana Maya, en el estado de Michoacán.

## Demografía
La localidad tiene 352 hombres y 445 mujeres. El ratio mujeres/hombres es de 1,264, y el índice de fecundidad es de 2,83 hijos por mujer. Del total de la población, el 9,28% proviene de fuera del Estado de Michoacán de Ocampo. El 8,41% de la población es analfabeta (el 8,52% de los hombres y el 8,31% de las mujeres). El grado de escolaridad es del 5.38 (5.20 en hombres y 5.51 en mujeres).
El 0,00% de la población es indígena, y el 0,00% de los habitantes habla una lengua indígena. El 0,00% de la población habla una lengua indígena y no habla español.

## Escuelas
El grado escolar más bajo en la localidad de El Toronjo, es el nivel de Jardín de Niños, cuáles instalaciones se llaman "Cuauhtémoc" en honor al comandante militar de origen mexica, Cuauhtémoc
Siguiéndole la escuela primaria "Melchor Ocampo", cuáles da clases a los grados primero a sexto, y el grado más alto de la comunidad es el tercer grado de secundaria (noveno), cuál se lleva a cabo en la escuela telelesecundaria "El Toronjo" con clave ESTV16212

## Costumbres y Tradiciones
En El Toronjo se hacen diferentes festividades, las más importantes son el 25 de mayo, día del Santisimo Sacramento, y el 12 de diciembre, día de la Virgen de Guadalupe patrona del lugar.
En las fiestas se hace un novenario que incluye pirotecnia, peregrinaciones, música de banda, los tradicionales castillos, jaripeos y además de bailes.